# Hadern
Hadern è uno dei distretti in cui è suddivisa la città di Monaco di Baviera, in Germania. Viene identificato col numero 20.

## Geografia fisica
Il distretto si trova a sud-ovest del centro della città.

### Suddivisione
Il distretto è suddiviso amministrativamente in 3 quartieri (Bezirksteile):
1. Blumenau
2. Neuhadern
3. Großhadern